# Maham
Maham là một thành phố và là nơi đặt ủy ban đô thị (municipal committee) của quận Rohtak thuộc bang Haryana, Ấn Độ.

## Địa lý
Maham có vị trí 28°59′B 76°18′Đ / 28,98°B 76,3°Đ Nó có độ cao trung bình là 214 mét (702 feet).

## Nhân khẩu
Theo điều tra dân số năm 2001 của Ấn Độ, Maham có dân số 18.166 người. Phái nam chiếm 54% tổng số dân và phái nữ chiếm 46%. Maham có tỷ lệ 66% biết đọc biết viết, cao hơn tỷ lệ trung bình toàn quốc là 59,5%: tỷ lệ cho phái nam là 72%, và tỷ lệ cho phái nữ là 59%. Tại Maham, 15% dân số nhỏ hơn 6 tuổi.